# Kan door huid heen
Kan door huid heen is een Nederlandse film uit 2009 geschreven en geregisseerd door Esther Rots. De film ging op 29 januari 2009 in première tijdens het Filmfestival van Rotterdam, met in de hoofdrollen Rifka Lodeizen en Wim Opbrouck. De film heeft als internationale titel Can go through skin en werd vertoond tijdens het filmfestival van Berlijn en andere internationale filmfestivals. Actrice Rifka Lodeizen won een Gouden Kalf (2009) voor haar rol van Marieke in de film. Esther Rots won een Gouden Kalf voor de montage. Het gehele team ontving een Gouden Kalf, middels de speciale juryprijs. 

## Verhaal
De relatie van de stadse Marieke raakt verbroken en ze probeert tevergeefs haar sociale contacten nieuw leven in te blazen. Haar leven neemt een andere wending als ze thuis door een indringer wordt aangerand. Ze verhuist naar een vervallen afgelegen boerderij in Zeeland, die ze probeert op te knappen, zoals ze ook haar leven weer op de rails probeert te krijgen. Beide doelstellingen komen echter niet echt van de grond en ze leeft in eenzaamheid in het koude huis. Als het in de zomer beter lijkt te gaan, raakt ze toch de controle over haar leven kwijt.